# Ruellia macrantha
Ama (Ruellia macrantha) é uma planta brasileira perene da família das acanthaceae, nativa da vegetação do Cerrado. Esta planta é usada como ornamental.

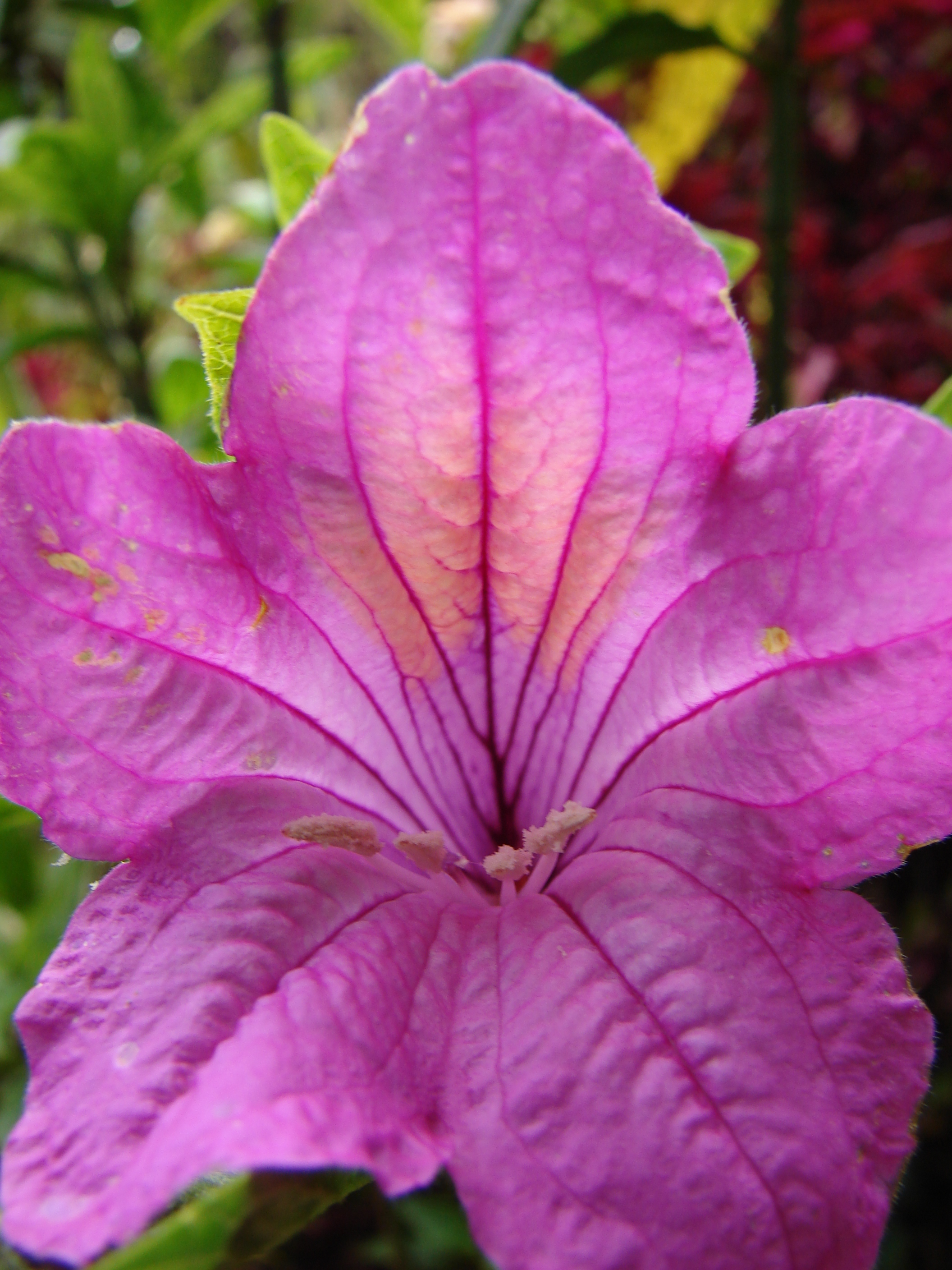